# East Bethel
Pour les articles homonymes, voir Bethel.
East Bethel est une municipalité américaine située dans le comté d'Anoka au Minnesota.
Lors du recensement de 2020, sa population est de 11 786 habitants. La municipalité s'étend alors sur une superficie de 47,97 mille carré (124,24 km2), dont 3,17 milles carrés (8,21 km2) de plans d'eau, ce qui en fait la troisième municipalité la plus étendue de l'aire métropolitaine de Minneapolis-Saint Paul.
Dans les années 1850, les premiers colons arrivent dans cette région autrefois habitée par les Chippewas. Le township de Bethel est créé en 1858 et East Bethel devient une municipalité un siècle plus tard en 1959.